# Alfred Winter (Kulturmanager)
Alfred Winter (* 6. Juli 1946 in St. Georgen, Niederösterreich) ist Landesbeauftragter des Landes Salzburg für kulturelle Sonderprojekte.

## Leben
Alfred Winter absolvierte eine Lehre als Chemograf und Reprotechniker in der Salzburger Druckerei und zeichnete Karikaturen für Medien. 1969 gründete er das Jugendmagazin „Tips“ und war von 1971 bis 1981 Gründungsobmann des Alternativ-Festivals „Szene der Jugend“.
1978 übernahm er in der Landesregierung das Ressort für kulturelles Management und begann 1980 mit der ersten Landesausstellung „Kelten in Mitteleuropa“ in Hallein. Es folgten 1981 „Reformation – Emigration, Protestanten in Salzburg“ in Schloss Goldegg, 1982 „St. Peter in Salzburg“, 1987 „Fürsterzbischof Wolf Dietrich von Raitenau“ sowie 1988 „Die Bajuwaren“ in Mattsee und Bayern. 1985 wurde Winter offiziell zum Landesbeauftragten für Kulturelle Sonderprojekte ernannt.
Im Zuge der Arbeiten an der Keltenausstellung kam Winter in Kontakt mit dem in Wales wirkenden Wissenschaftler Leopold Kohr, der Initiator der durch Ernst Friedrich Schumacher popularisierten small is beatiful Bewegung war. Winter gilt als Kohrs Wiederentdecker für den deutschsprachigen Raum.
1984 gründete Winter den Kulturverein Tauriska, Vorreiter anderer Kulturvereine im Oberpinzgau, und gleichzeitig in Neukirchen am Großvenediger die Leopold-Kohr-Akademie. Weitere Initiativen Winters betrafen das Symposium „Club of Rome“ (1979), die Internationale Salzburg Association (Mitbegründer), die Goldegger Dialoge, den Verein der Freunde des Salzburger Adventsingens und den Kulturverein Tauriska (alle 1984), sowie die Gründung und den Ausbau des Kulturzentrums Kammerlanderstall zum Steinberg-Thoma-Museum in Neukirchen am Großvenediger (1986).
Die Errichtung des Salzburger Monument of Reconciliation in Savannah, Georgia, ging auf Winters Initiative zurück. Er vermittelte in den Jahren 1984–1996 ein Denkmal zur Erinnerung an die Salzburger Exulanten, die im Jahr 1734 in der amerikanischen Stadt angekommen waren.
Von 1999 bis 2004 war Winter im Salzburger Gemeinderat tätig, unter anderem als Vorsitzender des Kulturausschusses.
In den Jahren nach 1999 brachte er jährlich „Alternative Nobelpreisträger“ nach Salzburg. Diese Auszeichnung hebt Persönlichkeiten hervor, „die Lösungen zu den dringlichsten Problemen der Welt – wie Armutsbekämpfung, Menschenrechte oder Umweltschutz – umsetzen.“ Winter initiierte für die „Schatzkammer Land Salzburg“ in allen Gauen Projekte, etwa das Ökokulturprojekt Teufelsgraben in Seeham.
Alfred Winter besitzt keinen PC, mit einer Schreibmaschine erledigt er seine Post. In einem Interview ärgerte er sich darüber, dass die öffentlichen Telefonzellen immer mehr verwahrlosen und weniger werden. Andererseits, so setzte er hinzu, bleibe er sportlich, wenn er von einer Telefonzelle zur nächsten eilen muss.

## Verlag Alfred Winter
Er wurde im Jahr 1973 von Winter gegründet. In den ersten 33 Jahren seines Bestehens brachte der Verlag 173 Bücher in den Handel. Eines der bekanntesten Werke des Verlags ist Salzburgs Synchronik von Josef Brettenthaler. Es hat den Untertitel „Das Jahrtausendwendebuch“ und geht auf das Weltgeschehen in Deutschland, Europa, Österreich und schließlich Salzburg Stadt und Land ein. 1993 erschien ein Sammelband zur Geschichte des Salzburger Landestheaters, 100 Jahre Haus am Makartplatz.

## Auszeichnungen
- 21. Juni 1985: Großes Ehrenzeichen in Gold des Verdienstordens der Heiligen Rupert und Virgil
- 2005: Salzburger des Jahres[11]
- 25. Juli 2016: Salzburger Marmorstier[12]

## Herausgeberschaft
- Szenemagazin, in Salzburger Nachrichten, Salzburg 1979.
- Für Leopold Kohr, Salzburg 1982.
- Einzulassen: Landschaften und „Menschenschaften“ – eine fotografische Reise, Salzburg 1996.
- Willkommen bei den Kräuterfeldern Yves Rocher: Gemeinde Hollersbach, Salzburg 1996.
- Erzbistum Salzburg, Jubiläums Magazin in den Salzburger Nachrichten, Salzburg 1998.
- 400 Jahre Kapuziner in Salzburg (Mitherausgeber), Salzburg 2003.
- Unsere Mundart zwischen Gråsberg und Tauern: CD-Mundartlexikon, Tauriska 2008.